# Predreadnought

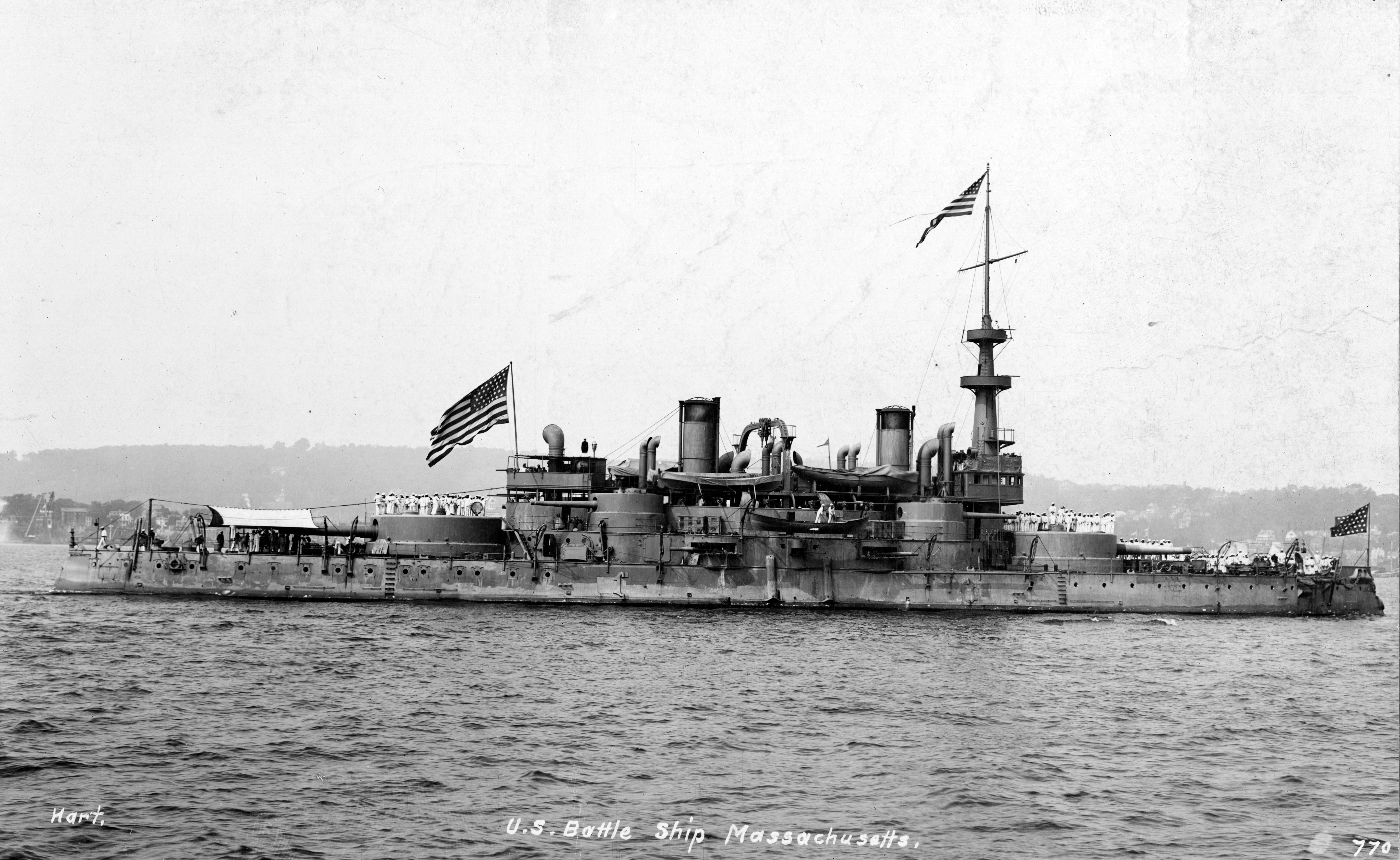
USS Massachusetts, spuštěna na vodu roku 1893

Predreadnought (používá se také termín řadová loď) je označení pro bitevní lodě zaváděné do služby přibližně mezi lety 1890 a 1906 (dokončení bitevní lodě HMS Dreadnought, která znamenala zásadní přelom v lodní konstrukci). Hlavními nevýhodami oproti pozdějším dreadnoughtům se u starších lodí ukázala slabší výzbroj hlavních děl a menší rychlost. 
Tyto lodě hrály hlavní roli ve španělsko-americké a rusko-japonské válce. Částečnou roli hrály v první světové válce a v aktivní službě posledních několik dosloužilo za druhé světové války. Posledním byl SMS Schlesien, který sloužil téměř do posledního dne druhé světové války.
Hlavním znakem predreadnoughtů je výzbroj složená ze 4 těžkých děl (nejčastěji ráže 305 mm), umístěných ve 2 pancéřových věžích na přídi a zádi lodě, doplněná 10–14 děly střední ráže (150 mm) v kasematách nebo menších věžích na bocích lodě a zhruba 30 děly malé ráže (37–75 mm) rozmístěnými na nástavbách.
Těžká děla (střílela 350 kg střely na vzdálenost 10–12 km) měla za úkol ničit obrněná plavidla protivníka, případně ostřelovat opevněné cíle na pobřeží. Nevýhodou byla malá rychlost palby (1 výstřel za 1–3 minuty). Střední děla (střílela 45 kg střely na vzdálenost 8–10 km) měla za úkol ničit slaběji pancéřované části nepřátelských lodí, případně bojovat proti lehčím plavidlům a díky rychlejší střelbě (3–5 ran za minutu) vykrývat dobu nutnou k nabití hlavních děl. Úkolem lehkých děl bylo zajišťovat ochranu plavidla před útoky nepřátelských torpédových plavidel. Mimo dělostřelecké výzbroje byly predreadnoughty vybavovány také torpédomety, ale jejich použití nebylo vzhledem k rozměrům a rychlosti lodí nikdy úspěšné.
Predreadnoughty byly poháněny nejčastěji 2 víceválcovými parními stroji, které jim umožňovaly dosáhnout rychlosti 16–18 uzlů. Plachty již tyto lodě nenesly, stěžně byly využívány pro signalizaci, pozorování a často i umístění lehkých děl.
Průměrné rozměry predreadnoughtů:
- délka 120 m
- šířka 22 m
- ponor 8 m
- výtlak 10–13 000 tun
- posádka 600–800 mužů

Jediným do dnešní doby dochovaným predreadnoughtem je japonská Mikasa zachovaná jako památník v Jokosuce.